# Gran Premio Kayseri
El Gran Premio Kayseri es una carrera de ciclismo en ruta de un día que se celebra en el mes de julio en Turquía. 
La primera edición se corrió en 2021 como parte del UCI Europe Tour y fue ganada por el ciclista ucraniano Anatoliy Budyak.

## Palmarés
| Año  | Ganador         | Segundo               | Tercero           |
| ---- | --------------- | --------------------- | ----------------- |
| 2021 | Anatoliy Budyak | Jambaljamts Sainbayar | Metkel Eyob       |
| 2022 | Anatoliy Budyak | Metkel Eyob           | Akramjon Sunnatov |

## Palmarés por países

### Hombres
| País    | Victorias |
| ------- | --------- |
| Ucrania | 2         |